# Orion (keresztnév)
Az Orion görög mitológiai eredetű férfinév, a jelentése valószínűleg határ.

## Gyakorisága
Az 1990-es években szórványos név, a 2000-es években nem szerepel a 100 leggyakoribb férfinév között.

## Névnapok
- január 14.[2]